# Paul Nardi
Paul Nardi (Vesoul, Francia, 18 de mayo de 1994) es un futbolista francés que juega como guardameta en el Queens Park Rangers F. C. de la EFL Championship.

## Selección nacional
Fue internacional con Francia en las categorías sub-17 a sub-21.

## Clubes
| Club                          | País       | Año       |
| ----------------------------- | ---------- | --------- |
| A. S. Nancy-Lorraine          | Francia    | 2013-2014 |
| A. S. Monaco F. C.            | Francia    | 2014-2019 |
| A. S. Nancy-Lorraine (cedido) | Francia    | 2014-2015 |
| Stade Rennais F. C. (cedido)  | Francia    | 2016-2017 |
| Círculo de Brujas (cedido)    | Bélgica    | 2017-2019 |
| F. C. Lorient                 | Francia    | 2019-2022 |
| K. A. A. Gante                | Bélgica    | 2022-2024 |
| Queens Park Rangers F. C.     | Inglaterra | 2024-     |